# Vriesea sanguinolenta
Vriesea sanguinolenta är en gräsväxtart som beskrevs av Célestin Alfred Cogniaux och Élie Marchal. Vriesea sanguinolenta ingår i släktet Vriesea och familjen Bromeliaceae. Inga underarter finns listade i Catalogue of Life.